# António Marques Miguel
António Marques Miguel (Lisboa, 2 de Dezembro de 1941 – 3 de abril de 2024) foi um arquiteto e professor universitário português. 
Arquitecto desde 1973 pela ESBAL - Escola Superior de Belas Artes de Lisboa, terminou na mesma em 1964, o curso de Pintura.  
Foi docente do Mestrado em Desenho Urbano, no ISCTE-IUL, entre 1995 e 1998. Era professor convidado, desde 1998, para a licenciatura em Arquitectura da Universidade Autónoma de Lisboa.  
Académico efectivo da Academia Nacional de Belas Artes.

## Urbanismo

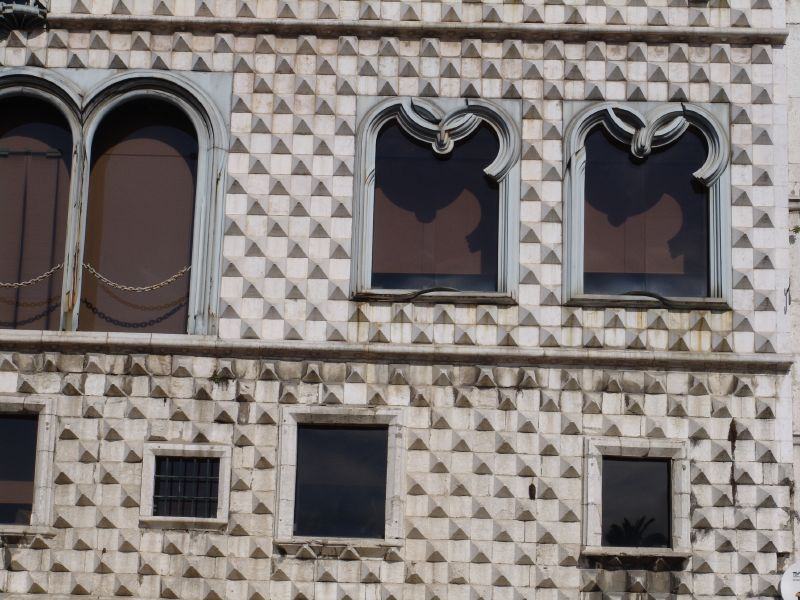
Janelas da Casa dos Bicos (pormenor)

. No âmbito do urbanismo e planeamento, em equipas multidisciplinares, desenvolve actividade nos sectores do PDM - Planos Directores Municipais, Estratégicos, de Valorização Urbana e Pormenor, no Continente e na Ilha da Madeira. 
Trabalhou no Fundo de Fomento de Habitação, 1975-81, depois de ter estado no Funchal em 1974, e na Câmara Municipal de Lisboa em 1971. Em 1983 fundou o "Atelier da Glória", de que se afastou em 1990. Cria a AM.MA, um gabinete de arquitectura e planeamento. Dos projectos construídos destacam-se: habitação e equipamentos sociais, desportivos e hoteleiros, na Ilha da Madeira /Funchal, e nos distritos de Lisboa, Setúbal, Porto e Algarve. Projecta agências do Montepio Geral em Portugal. 
- Desenho das janelas do alçado Sul da Casa dos Bicos, na XVII Exposição de C.A.C., Lisboa 1982.
- Mercados municipais em (Lisboa/Rosa Agulha e Funchal) e Centro Urbano de Animação Bela Vista, em Setúbal.
- Habitação social de custos controlados.

## Prémios e Menções
- Primeiro prémio para as novas instalações da R.D.P., Madeira.

Segundos e terceiros prémios e Menções Honrosas em concursos de Arquitectura:
- Assembleia da República.
- Centro Regional de Segurança Social de Santarém.
- Recreios da Amadora, Complexo Turístico Cais do Carvão.

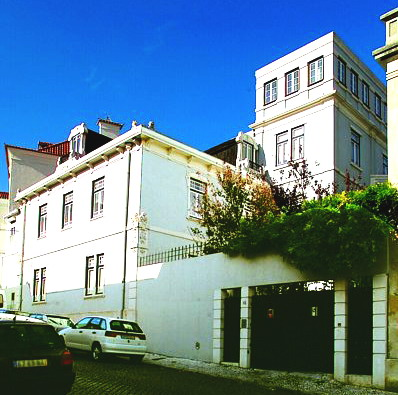
Prémio-Valmor 1983 Menção

## Prémio Valmor
Prémio Valmor e Municipal de Arquitectura em 1983 
- Menção Honrosa atribuída pela Câmara Municipal de Lisboa a António Marques Miguel pela intervenção efectuada num imóvel na Graça, em Lisboa, em conjunto com Manuel Graça Dias. A Intervenção na moradia estilo Art nouveau justificou a menção, “pelo sentido de integração dos espaços interiores”.

- Primeiro prémio para o Parque Residencial do Covelo, Famalicão, com o Arquitecto Vicente Bravo.
- Participação na XIX Trienal de Milão (1996).
- II Trienal de Arquitectura, Sintra93.
- Europália 91, em Bruxelas.

## Actividade maçónica
- Grão-Mestre da Grande Loja Regular de Portugal GLRP.
- Criador da Colecção de medalhas da GLRP